# Etnografi
Etnografi (från grekiskans ethnos, folk, och grafein, skriva) är en vetenskaplig teknik för att beskriva och jämföra världens olika kultur- och samhällstyper genom fältstudier. 
Under dessa studier blir forskaren en del av gruppen som studeras. Forskaren observerar gruppens beteenden, uttalanden för att få uppfattning om varför och hur deras beteenden inträffar. Genom studien kan forskaren beskriva olika kulturella förhållanden. Dock är det svårt att avgöra hur mycket forskaren och studien påverkar resultatet av forskningen. Etnografi fokuserar mycket på att undersöka vilka mekanismer som bestämmer hur gruppen (som studeras) förstår och sätter mening på världen.  
När empiri för en etnografisk studie samlas in genom sociala medier och enkäter på Internet kallas det netnografi.
Etnografin baserar sig på den holistiska uppfattningen att olika aspekter av en företeelse inte kan förstås och analyseras oberoende av varandra.

## Historik
François Hartog  menar att det första exemplet på etnografiska skildringar är Herodotos historieskrivningar från 400-talet f.Kr. Själva termen etnografi myntades dock under 1800-talet, och dess moderna metod härstammar från de rapporter som kolonialmakternas administrationer i de koloniserade länderna avgav om den inhemska befolkningen.
Under 1900-talet växte socialantropologin fram genom etnografin. Bland de tidiga etnograferna märks Edward Burnett Tylor (1832-1917), Franz Boas (1858-1942), Bronislaw Malinowski (1884-1942) och Margaret Mead (1901-1978).